# Львова, Ирина Вильевна
Ирина Вильевна Львова (20 октября 1964, Петрозаводск) ― писатель, советский и российский учёный в области литературоведения, доктор филологических наук, член Союза писателей России.

## Биография
Ирина Вильевна Львова родилась 20 октября 1964 года в Петрозаводске. Завершив обучение в средней общеобразовательной школе № 17 в городе Петрозаводске, она поступила обучаться на филологический факультет Ленинградского государственного университета, который успешно окончила. Поступила в аспирантуру Карельского педагогического университета. Защитила диссертацию на соискание степени, кандидата филологических наук, на тему: «Литературная репутация Ф. М. Достоевского в США: 1940—1960-е годы». Затем проходила подготовку и обучение в докторантуре Новгородского государственного университета, и успешно защитила диссертацию на соискание степени доктора филологических наук, на тему: «Ф. М. Достоевский и американский роман 1940—1960-х годов».
Проходила стажировку в университете Орегона и Джорджтаунском университете в Вашингтоне по специальности компаративистика. Активно изучает американистику, компаративистику и творчество Фёдора Достоевского. Является автором двух монографий.
Работает на кафедре германской филологии в Петрозаводском государственном университете.
Активно занимается литературным творчеством. Автор шести книг прозы. Работает над малой прозой: повести, рассказы, лирические этюды и другое. Член Союза писателей России. Её литературное творчество активно публиковалось в журналах: «Carelia», «Аврора», «Север» и других изданиях.
Проживает в городе Петрозаводске.

## Монографии и научные труды
- Львова И. В. Литературная репутация Ф. М. Достоевского в США : 1940—1960-е годы : автореф. дис. на соиск. учен. степ. канд. филол. наук : специальность 10.01.01. — рус. лит. /Львова Ирина Вильевна. — Петрозаводск, 2000. — 18 с.
- Львова И. В. Ф. М. Достоевский и американский роман 1940—1960-х годов : автореф. дис. на соиск. учен. степ. д-ра филол. наук : специальность 10.01.01. — рус. лит. / Львова Ирина Вильевна; [Новгород. гос. ун-т им. Ярослава Мудрого]. — Нижний Новгород, 2010. (Петрозаводск : Изд-во ПетрГУ. — 37 с. — Библиогр.: с. 35-37 (20 назв.) и в подстроч. примеч.
- Львова И. В. Роман Ф. М. Достоевского «Преступление и наказание» в американской критике (1940—1960) : учеб.-метод. пособие / И. В. Львова ; Карел. гос. пед. ун-т Петрозаводск: Изд-во КГПУ, 2002. — 110 с.
- Львова И. В. Ф. М. Достоевский и американский роман 1940—1960-х годов / И. В. Львова ; Петрозав. гос. ун-т. — Петрозаводск: Изд-во ПетрГУ, 2008. — 308, [1] с. — ISBN 978-5-8021-0810-9.
- Львова И. В. Американская женская проза второй половины XX века: учеб. пособие для студентов филолог. специальностей / И. В. Львова; М-во образования и науки Российской Федерации, Федеральное государственное бюджетное образовательное учреждение высшего профессионального образования Петрозаводский государственный университет. — Петрозаводск: Издательство ПетрГУ, 2013. — 63 с. — ISBN 978-5-8021-1590-9.

### Научные статьи
- Львова И. В. Достоевский и Сильвия Плат / И. Львова // Достоевский и мировая культура. — СПб., 2003. — № 18. — С. 134—142.
- Львова И. В. Достоевский и Джон К. Холмс / И. В. Львова // Достоевский: материалы и исследования — СПб., 2005. — Т. 17. — С. 221—239.
- Львова И. В. «Битнический миф» о Достоевском / И. В. Львова // Достоевский: материалы и исследования. — СПб., 2010. — Т. 19. — С. 99-107.